# Dylan Mulvaney

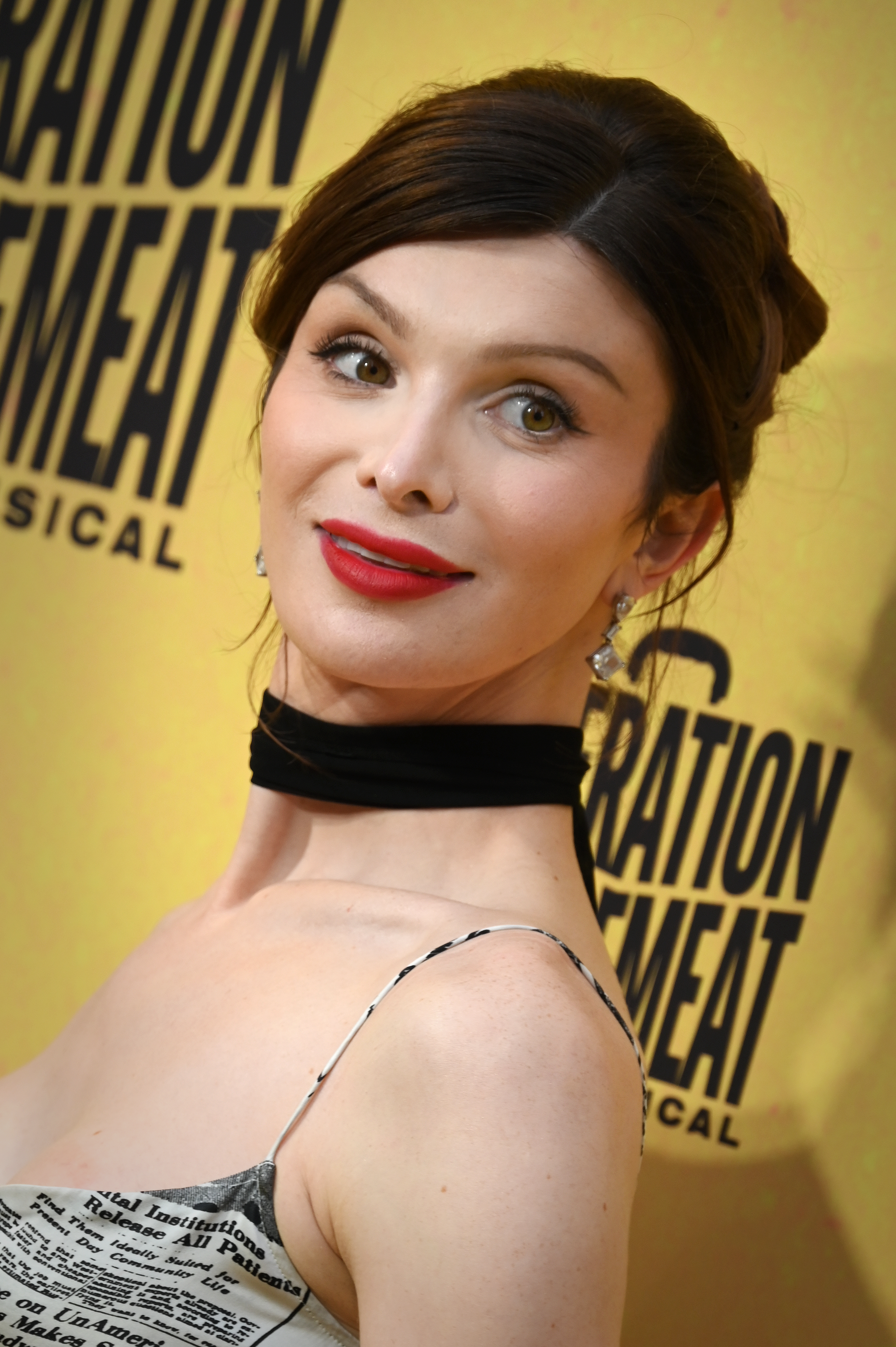
Dylan Mulvaney, 2025

Dylan Mulvaney (* 29. Dezember 1996 in San Diego, Kalifornien) ist eine US-amerikanische TikTok-Persönlichkeit, die seit Anfang 2022 in täglichen Videos über Transgender-Themen berichtet. Im Oktober 2022 sprach sie im Weißen Haus mit US-Präsident Joe Biden über Transgender-Rechte. Seit April 2023 hat Mulvaney mehr als 10 Millionen Follower auf TikTok, während ihre Videoserie Days of Girlhood über eine Milliarde Aufrufe erhielt.

## Biografie
Mulvaney wurde am 29. Dezember 1996 in San Diego, Kalifornien, geboren. Sie schloss 2019 ihr Studium am College-Conservatory of Music der University of Cincinnati mit einem Bachelor of Fine Arts in Musiktheater ab.
Mulvaneys erste bedeutende Rolle war die des Elder White im Musical Das Buch Mormon nach ihrem College-Abschluss. Ungefähr zu Beginn der COVID-19-Pandemie im Jahr 2020 begann sie, Videos auf TikTok zu posten, die im Durchschnitt einige hunderttausend Aufrufe erzielten.
Mulvaney outete sich öffentlich während der COVID-19-Pandemie als transgeschlechtliche Frau, während sie mit ihrer Familie im Elternhaus in San Diego lebte. Im März 2022 begann sie, ihre Transition in einer täglichen Videoserie mit dem Titel „Days of Girlhood“ zu dokumentieren, die auf TikTok veröffentlicht wurde, und ihre Videos wurden immer beliebter. Im Dezember 2022 bestätigte Mulvaney auf Instagram, dass sie sich einer Gesichtsoperation unterzogen hatte, um weiblicher auszusehen.
Am 1. April 2023 unterstützte Mulvaney die Biermarke Bud Light, was zu einer großen Kontroverse und einem Boykott unter Konservativen führte, von der auch die Tagesschau berichtete. Sie wurde auch mehrfach von Rechtsextremen verbal attackiert.
Im November 2023 wurde sie bei Forbes 30 Under 30 aufgelistet.